# Uruguay Athletic Club
Uruguay Athletic Club  was een voetbalclub uit Punta Carretas, een wijk van Montevideo, Uruguay. De club is niet dezelfde als Uruguay Athletic uit de wijk La Unión dat in 1899 fuseerde met Montevideo FC en zo Club Nacional de Football vormde. 
De club werd in 1898 opgericht na een fusie tussen American FC en National FC. In 1900 was de club medeoprichter van de Uruguayaanse competitie. De club speelde hier zonder veel succes tot 1903 toen de club laatste werd. Hierna verdween de club. 